# نزار علوان
نزار علوان ممثل عراقي. كوميدي، وكاتب درامي، شارك في عدة مسلسلات.

## أعماله
كان نزار في بدايته موظفاً في وزارة النفط، ثم عمل في مسرح التلفزيون سنة 1974م، ودخل المسرح الشعبي. يمثل نزار بلهجة عراقية جنوبية، وفي 25 شباط سنة 2017، سئل عن صفته، كوميدي؟ أم تراجيدي؟ فقال «في بدايتي أَسند لي المخرجون أدواراً كوميدية وكنت أؤديها حتى كدت أن أبقى بهذا القالب. أما الآن فإنني أؤدي الأدوار الجادة ومهما يكن فالفنان عليه أن يجيد أداء مختلف الأدوار التي تسند إليه»، ويرى نزار أن الفنّ بخلَ عليه بالرفاهية المادية، بسبب بخس بعض المنتجين لحقوقه وعدم وجود مرجع يحتكم إليه الممثلون لإنصافهم.

### تمثيل
- مسلسل أبو جعفر المنصور، قال نزار «أعتز كثيراً بالمسلسل الكبير أبو جعفر المنصور من إخراج صلاح كرم الذي جمع ألمع نجوم العراق وفي مقدمتهم الممثل الراحل عبد الخالق المختار، حيث حصل هذا المسلسل على لقب أفضل عمل تلفزيوني درامي عراقي، كما حصل على الجائزة الأولى في مهرجان القاهرة الدولي عام 1997».[8]
- عائلة خارج التغطية
- دولاب الدنيا (مسلسل)
- بيت الطين ذو 4 أجزاء.[9]
- مسلسل حفيظ.
- مسلسل الطوفان
- مسلسل ثري دي.[10]
- مسرحية شفت بعيني محد كلي، مشتركاً مع يونس شلبي،[11] وقال نزار إنه تعلّم كثيراً من تجربته مع يونس شلبي.[8]
- مسرحية ورث عنيد.
- فلم أحلام اليقظة.[12]

### كتابة
- طحنه بمحنه (جزءان).[5]
- غضب القلوب (مسودة).